# Prévôt de Paris
Prévôt de Paris (česky Představený Paříže) je historický termín označující představitele města Paříže od středověku do roku 1792. Tento titul zhruba odpovídá v historii českých zemích rychtáři. Prévôt ve městě zastupoval zájmy francouzského krále. Byl zodpovědný za bezpečnost ve městě a z titulu své funkce byl nejvyšším městským soudcem. Úřad prévôta postupně získal větší množství pravomocí jako zástupce panovníka ve městě. Zasahoval do jednání městské rady, pokud se dotýkala zájmů krále. Dohlížel na správu justice a účastnil se zasedání generálních stavů jako hlavní soudce Paříže. Účastnil se též zasedání královské rady. Potvrzoval výnosy městské rady, byla mu podřízena i šlechta, dohlížel na pořádek a bezpečnost ve městě, tedy na správu zbraní, městské hlídky apod. Sídlil v paláci Grand Châtelet na pravém břehu, který zároveň sloužil i jako vězení. Úřad zanikl za Francouzské revoluce v roce 1792. Vedle tohoto titulu existoval ještě úřad s velmi podobným názvem Prévôt des marchands, který naopak odpovídal purkmistrovi.

## Historie
Když bylo Pařížské hrabství připojeno ke královské koruně za vlády Huga Kapeta, ten zde jmenoval správce. Přesné datum není známo, první písemná zmínka o titulu prévôta je v listině z roku 1060.
V počátcích měl prévôt k ruce pouze písaře, ale později získal další úředníky jako královského prokurátora, dva královské právníky, osm radních a poručíky pro věci trestní a věci civilní. Úřad prévôta se skládal z několika oddělení: chambre de la prévôté au parc civil (komora veřejného skladu), présidial (ústředí), chambre de police (policejní komora), chambre criminelle (kriminální komora), chambre du prévôt de l'Île-de-France (komora prévôta pro Île-de-France), chambre du procureur du Roi (komora královského prokurátora) a chambre du juge auditeur (komora výslechového soudce). Sídlo prévôta a jeho úřadu bylo v paláci Grand Châtelet, který již dnes neexistuje.
Filip II. August v roce 1200 nařídil, aby nový prévôt skládal přísahu do rukou rektora pařížské univerzity. Tuto přísahu skládali až do 17. století.
Za vlády Blanky Kastilské, matky Ludvíka IX. byl úřad pronajat pařížským měšťanům jako obročí tak jako funkce prévôtů v jiných městech. Úřad byl rozdělen na dva - jeden s výkonem soudní moci, druhý mající na starosti finanční správu. Po návratu ze sedmé křížové výpravy Ludvík IX. vydal v roce 1258 rozhodnutí, kterým zrušil pronájem úřadu a jmenoval do jeho čela Étienna Boileau.
Karel VI. rozhodl po zrušení funkce prévôta des marchands ve své listině z 27. ledna 1382 dát větší kompetence královskému prévôtovi a určil mu za sídlo palác Petit Châtelet. Úřad prévôta des marchands byl však po několika letech opět obnoven.
Poslední pařížský prévôt v historii byl Anne Gabriel Henri Bernard de Boulainvilliers, který vykonával úřad do roku 1792. V této době úřad čítal 1550 zaměstnanců.

## Seznam prévôtů
| - Étienne Boileau (1258–1260) - Pierre Gontier (1260–1261) - Etienne Boileau (1261–1270) - Renau Barbou (1270–1276) - Jehan Le Saunier (1276) - Maré de Morées (1277–12..) - Henri d'Hyerres (1277–12..) - Eudes le Roux (1277–12..) - Guy Du Mes (1277–1281) - Gilles de Compiègne (1281–1285) - Oudard le la Neuville (1285–1287) - Renaud le Cras (1287–1288) - Pierre Saimel (1288–1289) - Jean de Montigny (1289–1291) - Jean de Marle (1291–1291) - Guillaume d'Hangest (1291–1296) - Jean de Saint-Léonard (1296–1297) - Robert Mauger (1297–1298) - Guillaume Thiboust (1298–1300) - Pierre Jumeau (1300–1304) - Pierre de Dicy (1304–1308) - Firmin Coquerel (1308–1310) | - Jean Ploibant (1310–1316) - Henri Tapperel (1316–1320) - Jean Bernier (1362–1366) - Hugues Aubriot (1367–1381) - Audouin Chauveron (1381–1389) - Jehan de Foleville (1389–1401) - Guillaume de Tignonville (1401–1408) - Pierre des Essarts (1408–1410) - Bruneau de Saint-Clair (1410–1411) - Pierre des Essarts (1411–1413) - Robert de La Heuze (1413) - Tanneguy III. du Chastel (1413–1418) - Guy de Bar (1418–1419) - Gilles de Clamecy (1419–1421) - Pierre de Marigny (1421) - Jean de La Baume (1421–1422) - Pierre Le Verrat (1422–1422) - Simon Morhier (1422–1432) - Gilles de Clamecy (1432–1436) - Ambroise de Loré (1436–1446) - Jean d'Estouteville (1446) - Robert d'Estouteville (1446–1465) | - Jacques de Villiers (1461–1465) - Robert d'Estouteville (1465–1479) - Jacques d'Estouteville (1479–1509) - Gabriel d'Allègre (1512–1522) - Jean de La Barre (1522–1533) - Jean d'Estouteville (1533–1540) - Antoine Duprat (1540–1553) - Antoine Duprat (1553–1592) - Charles de Neuville (1592–1593) - Jacques d'Aumont (1593–1611) - Louis Seguier de Saint-Brisson (1611–1653) - Pierre Seguier de Saint-Brisson (1653–1670) - Armand de Camboust (1670–1685) - Charles-Denis de Bullion (1685–1723) - Gabriel-Jérôme de Bullion (1723–1752) - Louis Alexandre Catherine Duport (1752–1755) - Alexandre de Ségur (1755–1766) - Anne Gabriel de Boulainvilliers (1766–1792) |